# Pauline Chan Bo-Lin
Pauline Chan Bo-Lin (en chino tradicional, 陳寶蓮; en chino simplificado, 陈宝莲, cantonés: Chan Bo-Lin) nacida el 23 de mayo de 1973 y fallecida el 31 de julio de 2002 en Shanghái, fue una actriz de Hong Kong que despertó atracción importante y controversias en el área metropolitana de China durante sus años activos en la década de 1990.

## Carrera
Nacida en Shanghái, Chan padres se divorciaron cuando ella era muy joven y emigró a Hong Kong con su madre a la edad de 12 años. Ella comenzó a trabajar como modelo a tiempo parcial a la edad de 15 y controvertida en el concurso de Miss Asia 1990. Chan no ganó ningún título en este certamen, pero su figura rolliza, 175 centímetros de longitud y aspecto maduro señaló a la atención de la industria local de cine pornográfico. Entró en esta industria en 1991, a sólo 18 años de edad, sobre todo para las expectativas de su madre para financiar su familia. Hasta en 1997, Chan se presentó en más de 25 películas de Hong Kong Categoría III y ganó atracción generalizada por su interpretación audaz, convirtiéndose en un símbolo sexual prominente en el área metropolitana de China en ese tiempo.

## Caída
En 1997, Chan comenzó una relación con la inversión taiwanesa magnate de Playboy y celebridad Huang Jen-chung (黃任中) a quien conoció en 1993, y tenía 33 años mayor que ella. Ella se trasladó a Taipéi para cohabitar con Huang hasta que se separaron a principios de 1999. Después de su muerte, en una entrevista con los medios Huang reveló que Chan había estado involucrado en el abuso de drogas y la brujería desde 1998, Chan hizo en anticipación a calmarse y ganar su corazón de nuevo durante las mareas bajas emocionales.
Entre el 1998 y el 2001, Chan participó en una cadena de noticias negativas. Ella intentó suicidarse durante una entrevista de televisión, la gente repetidamente atacadas, se desnudó en público, intentó entrar en países extranjeros sin documentos válidos de viaje y fue deportado como consecuencia de ello, prendieron fuego a su residencia, y fue hospitalizado con frecuencia para el abuso de drogas. En diciembre de 1999 fue encarcelado brevemente en el Reino Unido por golpear a una persona no relacionada en público. Este comportamiento prácticamente puso fin a su carrera como actriz.

## Muerte
Chan tocado fondo y recluido en Shanghái. Su aparición en el escenario final fue un pequeño papel en una serie de televisión de Taiwán en marzo de 2002. Ella dio a luz a un niño el 23 de junio de 2002 por matrimonio. Alrededor de las 5:30 de la tarde en el miércoles, 31 de julio de 2002, Chan saltó por la ventana de su apartamento del 24 al piso a su muerte: en su nota de suicidio citó la depresión posparto como un motivo para el suicidio, y además de expresar su más profundo pesar y bendición a Huang Jen-chung, también pidió a todos a buscar al padre de su hijo, un jinete chino disco Americana en Taipéi. Su funeral fue una ceremonia de alto perfil budista el 3 de agosto de 2002 y su cuerpo fue incinerado.
Chan fue retratado a título póstumo por la actriz china Crystal Sun (孫亞莉), que alguna vez tuvo un pequeño papel en la película de 1996 Camaradas: Almost a Love Story, en 2002 biopic Pauline's Life. Sun después suicidio también se comprometieron en 2009, en parte debido a sus deudas.